# Alfabeto meitei
El alfabeto meitei o meetei mayek (en meitei: ꯃꯤꯇꯩ ꯃꯌꯦꯛ) es un alfasilabario que fue utilizado para la lengua meitei o manipuri, una de las lenguas oficiales del estado indio de Manipur, hasta el siglo XVIII, cuando fue reemplazado por el alfabeto bengalí. Se han conservado muy pocos manuscritos. En el siglo XX se reavivó el interés por este sistema de escritura.
Como el Meitei no tiene consonantes sonoras, hay sólo quince letras consonantes usadas para las palabras nativas, y tres letras para vocales puras. Además, utiliza nueve letras consonantes adicionales prestadas de otros alfabetos bráhmicos para escribir préstamos. Posee siete diacríticos para las vocales y una consonante final /ŋ/ diacrítica.

## Historia
El meitei es un alfabeto de la familia bráhmica. Según Singh (1962), en el siglo XI ya se había desarrollado una forma arcaica de este sistema de escritura, y se usaba todavía a principios del siglo XVIII, cuando fue reemplazado por el alfabeto bengalí. En cambio, según Tumba (1993) este alfabeto se habría desarrollado en los alrededores de 1930, a partir de una serie de documentos antiguos que podrían ser falsificaciones deliberadas.
Se encontró una inscripción grabada sobre piedra en Khoibu, distrito de Tengnoupal, en el actual estado de Manipur, que contiene edictos reales del rey Senbi Kiyamba (m. 1508), que constituye el fragmento más antiguo del llamado Chietharol Kumbaba o Crónica Real de Manipur.
Una de las características de este alfabeto que lo hacen único es el uso de partes del cuerpo humano para denominar las letras. Cada letra es llamada a partir de una parte de cuerpo humano en el meitei. Por ejemplo, la primera letra "kok" significa "cabeza"; la segunda letra "sam" significa "pelo"; la tercera letra "lai" significa "frente", etcétera. Esto se corrobora en el libro sagrado "Wakoklol Heelel Theelel Salai Amailol Pukok Puya", el cual detalla cómo cada sistema de escritura creado recibió su nomenclatura.

## Unicode
El alfabeto meitei se añadió al estándar Unicode en octubre de 2009 con el lanzamiento de la versión 5.2.
El bloque de Unicode para el alfabeto meitei, llamado Meetei Mayek, es U + ABC0-U + ABFF.
Las letras para la ortografía histórica forma parte del bloque de Extensiones del Meetei Mayek a U + AAE0-U + AAFF.